# Castilleja arvensis
Espèce
Classification APG III (2009)
Castilleja arvensis est une espèce végétale de la famille des Scrophulariacées, ou de la famille des Orobanchaceae selon la classification APG III. Elle est originaire de l'Amérique centrale et du sud, et naturalisée dans d'autres zones tropicales comme Hawaï, ou encore Moorea. En Équateur, cette plante parasite d'une hauteur de 20 cm, pousse à des altitudes comprises entre 1000 et 4000m environ. Elle y est appelés candelilla (petite chandelle) en espagnol, et yawartayku (talon de sang) en kichwa, ces deux noms vernaculaires faisant référence à ses bractées rouge vif.